# Сегер, Каролин
Сара Каролин Сегер (швед. Sara Caroline Seger; род. 19 марта 1985, Q18291538?) — шведская футболистка, полузащитник. Рекордсменка сборной Швеции по количеству сыгранных матчей (240).

## Карьера
Сегер с 2005 по 2009 годы выступала в составе футбольного клуба «Линчёпинг». В клубе футболистка стала капитаном команды. За все сезоны, проведённые Сегер в команде, «Линчёпинг» не опускался ниже четвертого места в «Дамаллсвенскане». Лучшими результатами клуба стали чемпионство в сезоне 2009 года и второе место в сезоне 2008 года. В 2009 году стала лучшей шведской футболисткой, завоевав «Diamantbollen».
В декабре 2009 году Сегер подписала трёхлетний контракт с американским клубом «Филадельфия Индепенденс». Её первый сезон в составе новой команды стартовал в апреле 2010 года. В 2011 году Сегер перешла в другой американский клуб — «Вестерн Нью-Йорк Флэш».
В этом же году футболистка возвращается в Швецию — переходит в состав клуба «Мальмё». В 2012 году перешла в ФК «Тюресо».
В 2016 году в составе сборной Швеции стала серебряным призёром Олимпиады в Рио-де-Жанейро.

## Личная жизнь
Сегер — открытая лесбиянка, которая в декабре 2013 года рассказала журналу QX, что гордится своей девушкой. В предыдущие годы Сегер скрывала свою ориентацию, но решила выступить в роли образца для подражания для других. Раньше она была в отношениях с другой профессиональной футболисткой Малин Левенстад.

## Достижения

### Рекорды
- Рекордсменка сборной Швеции по количеству сыгранных матчей (220)

## Награды
- Королевская медаль Его Величества за заслуги перед шведским спортом (2022)[11]